# Partia Piratów (Holandia)
Partia Piratów (niderl. Piratenpartij, PPNL) – holenderska centrowa partia polityczna założona 10 marca 2010, jedna z wielu Partii Piratów.

## Program
- ograniczenie holenderskiego prawa autorskiego, zmiana prawa patentowego
- ochrona i wzmocnienie swobód obywatelskich
- rząd: otwarty, przejrzysty i skuteczny
- demokracja bezpośrednia
- zrównoważony rozwój

## Poparcie w wyborach

### Wybory doIzby Reprezentantów
| Wybory | Lider listy          | Wyniki | Wyniki     | Mandaty | +/−  | Rząd      |
| Wybory | Lider listy          | Głosy  | %          | Mandaty | +/−  | Rząd      |
| ------ | -------------------- | ------ | ---------- | ------- | ---- | --------- |
| 2010   | Samir Allioui        | 10 471 | 0,11 (#13) | 0/150   | Nowa | Poza izbą |
| 2012   | Dirk Poot            | 30 600 | 0,32 (#12) | 0/150   | 0    | Poza izbą |
| 2017   | Ancilla van de Leest | 35 478 | 0,34 (#15) | 0/150   | 0    | Poza izbą |
| 2021   | Matthijs Pontier     | 22 878 | 0,22 (#21) | 0/150   | 0    | Poza izbą |
| 2023*  | Mark van Treuren     | 9 117  | 0,09 (#20) | 0/150   | 0    | Poza izbą |

*Wspólny start w wyborach z partią Zieloni, w ramach którego koalicji nie udało się zdobyć żadnego mandatu